# ピュア (たばこ)
ピュアは、アメリカ製タバコの銘柄のひとつ。

## 概要
Natural American Spiritナチュラル・アメリカン・スピリットやSmokin Joes スモーキン・ジョー、そしてNat Sharman Natural ナットシャーマン・ナチュラルと同じ無添加タバコ。
無添加タバコは基本的にネイティブ・アメリカンをモチーフ、もしくは連想させるブランド名やペットマークを使用してはいるが、製造などにネイティブ・アメリカン自身が関わる事は少ない。しかしこのピュアは、タスカロラ・インディアン・ネイションにおいて育種から製造まで一手に行われている、数少ないブランドである。

## 製造元
製造元は"Alternative cigarettes, Inc."
国内輸入元は"Alphamedia Japan"
輸入中止となっているので国内では在庫のみの販売となっている。(但し、製造元の公式サイトにも現在掲載されていないので、製造自体が行われていない可能性もある)

## 関連
- たばこの銘柄一覧